# Tóth Molnár Ildikó
Tóth Molnár Ildikó (Szeghalom, 1967. március 8. –) magyar színésznő.

## Életpályája
Családjával rövid ideig Vésztőn éltek, majd Balatonszárszóra költöztek. A kaposvári Munkácsy Mihály Gimnáziumban érettségizett. A színművészeti főiskolára Spindler Béla készítette fel, azonban többszöri próbálkozásra sem vették fel. 1984-től a Csiky Gergely Színház tagja, ahol első évben kellékesként kezdte, majd lett csoportos szereplő, később színész.
Három fia van.

## Fontosabb színházi szerepei
- Csókos asszony ...További szereplő
- Aladdin ...Emna
- Túl a Maszat-hegyen ...Piros vödör/Pacaporkoláb
- A Brémai muzsikusok ...Gazdasszony/Rablókirálynő/Mesélő
- Alíz csodaországban ...Macska
- Csárdáskirálynő ...Krisztina
- Sugar – Van aki forron szereti ...Sweet Sue
- A padlás ...Mamóka
- Buborékok ...Özvegy Sereczkyné
- Korai menyegző ...Anya
- Hókirálynő ...Nagymama
- Kabaré ...Pincér
- A négyszögletű kerek erdő ...Doktor Zirzurrfog és agyarbarát
- Figaro házassága
- Luxemburg grófja ...Carolie
- Jézus Krisztus Szupersztár
- Jancsi és Juliska ...Anya
- Ajnácska ...Sára
- Bál a Savoyban ...Polette

## Filmes és televíziós szerepei
- Korai menyegző (2022) ...Nyuszi
- A mi kis falunk (2020) ...Vásárló
- Kisváros[2]